# Прабалтославянский язык

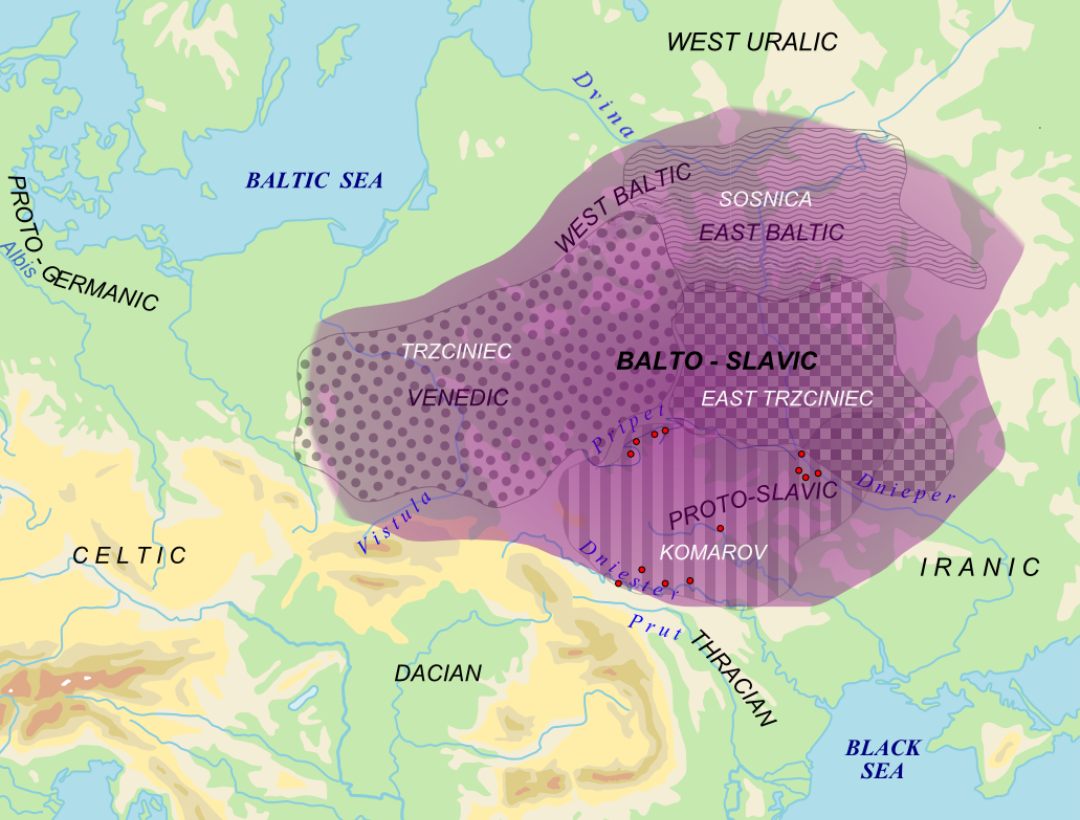
Предполагаемая территория балто-славянского диалектного континуума с названиями археологических культур Бронзового века, которые, предположительно, могут отождествляться с предками балтов и славян (белым), а также архаичные славянские гидронимы (красные точки)

Прабалтославянский язык (балто-славянский праязык) — реконструируемый праязык (язык-предок), возникший в результате распада праиндоевропейского языка и позднее распавшийся на два языка — прабалтский  и праславянский, которые, соответственно, стали предками балтийских и славянских языков индоевропейской языковой семьи.
Прабалтославянский язык не обладает письменными памятниками, но восстанавливается в лингвистике методами сравнительного языкознания. Есть ряд изоглосс, общих для балтских и славянских языков в области фонологии, морфологии и акцентологии, которые являются общими нововведениями со времён индоевропейского единства и, при этом, могут быть восстановлены в хронологическом порядке.
Доиндоевропейский субстрат в прабалтославянском языке, по-видимому, отсутствует (или присутствует в очень незначительном объёме).

## Фонология

### Консонантизм
Праиндоевропейские аспирированные *bʰ, *dʰ, *ǵʰ, *gʰ вместе с лабиализованными *kʷ, *gʷ, *gʷʰ согласными утратили свою аспирацию и лабиализацию в прабалтославянском языке. Позднее палатовелярные согласные *ḱ, *ǵ, (*ǵʰ >) *ǵ реформировались в пост-альвеолярные сибилянты *ś, *ź, (*ǵʰ > *ǵ >) *ź. В результате действующего правила «руки» праиндоевропейское *s реформировалось в прабалтославянское *š.
|                  | Губные | Губные | Переднеязычные | Переднеязычные | Средненёбные | Средненёбные | Нёбные | Нёбные |
| ---------------- | ------ | ------ | -------------- | -------------- | ------------ | ------------ | ------ | ------ |
| Носовые          | m      | m      | n              | n              |              |              |        |        |
| Взрывные         | p      | b      | t              | d              |              |              | k      | g      |
| Щелевые          |        |        | s              | (z)            | ś, š         | ź            |        |        |
| Дрожащие         |        |        | r              | r              |              |              |        |        |
| Боковые          |        |        | l              | l              |              |              |        |        |
| Щелевые сонорные | w      | w      |                |                | j            | j            |        |        |

- ⟦z⟧ возникло в качестве аллофона /s/ перед звонкими согласными в прабалтославянском языке.

### Вокализм
В прабалтославянском сохранился более поздний праиндоевропейский вокализм. Краткое *o слилось в *a, а дифтонг *eu̯ реформировался в *jau̯.
|         | Краткие  | Краткие | Долгие   | Долгие | Дифтонги | Дифтонги |
|         | Передние | Задние  | Передние | Задние | Передние | Задние   |
| ------- | -------- | ------- | -------- | ------ | -------- | -------- |
| Верхние | i        | u       | ī        | ū      |          |          |
| Средние | e        |         | ē        | ō      | ei̯       |          |
| Нижние  |          | a       |          | ā      | ai̯       | au̯       |

Также в прабалтославянском языке произошла утрата праиндоевропейских слоговых сонантов *r̥, *l̥, *m̥, *n̥:
|    | -l | -m | -n | -r |
| -- | -- | -- | -- | -- |
| a- | al | am | an | ar |
| e- | el | em | en | er |
| i- | il | im | in | ir |
| u- | ul | um | un | ur |